# 목포해양경찰서
목포해양경찰서(木浦海洋警備安全署, Mokpo Coast Guard)는 목포를 중심으로 대한민국 서남해역의 해상주권수호와 중국과 인접한 EEZ해역 경비와 응급환자수송, 해상교통안전관리, 해상범죄수사, 해양오염감시방제 등 바다안전을 위하여 설립된 대한민국 해양경찰청 서해지방해양경찰청 소속기관이다. 서장은 총경이며 전라남도 목포시 청호로 231(산정동 1110-7번지)에 위치하고 있다.

## 조직
| - 기획운영과 - 기획운영계 - 청문감사계 - 경리계 - 홍보실 - 경비구조과 - 경비구조계 - 종합상황실 | - 해양안전과 - 안전관리계 - 해상교통계 - 수상레저계 - 장비관리과 - 정비계 - 보급계 - 정보통신계 | - 수사과 - 수사계 - 형사계 - 지능범죄수사계 - 해양오염방제과 - 방제계 - 예방지도계 |

## 소속기관
- 서산파출소
- 진도파출소
- 흑산파출소

## 같이 보기
- 목포해양대학교
- 서해지방해양경찰청
- 동해지방해양경찰청
- 남해지방해양경찰청
- 경찰관 계급